# Província de Semnan
Semnan és una de les 31 províncies de l'Iran. Està situada al nord del país, i la seva capital és Semnan. La província té una superfície de 96.816 km²; i s'estén al llarg de la cadena de l'Elburz i limita el desert del Daixt-e-Kavir al sud.
Els departaments de la província inclouen Semnan, Damghan, Xahrud i Garmsar. El 1996, la província tenia una població aproximada de 501.000 habitants i el 2005, la ciutat de Semnan tenia 119.778 habitants, i la ciutat de Xahrud, que és la major ciutat de la província tenia 131.831 habitants.

## Geografia

Comtats de Semnan

La província és dividida en dues parts: una regió muntanyosa i les planures al peu de les muntanyes. La muntanya ofereix un vast panell d'activitats recreatives, així com activitats relacionades amb la mineria, mentre que les planures acullen algunes ciutats entre les més antigues de l'Iran, ja que l'Imperi Part estava situat aquí.

## Història
Qumis fou una petita província de Pèrsia situada a l'est de Rayy i a l'oest del Khurasan (província de la qual va dependre finalment). Els historiadors clàssics l'anomenen Comisene, en armeni Komsh.
Seleuc I Nicàtor es va apoderar de la satrapia de Pàrtia entre el 311 i el 302 aC i alguns suggereixen que fou el fundador de la vila de les cent portes, Hekatompilos (el nom s'ha d'entendre com a "moltes portes", ja que supera les quatre habituals, però no es pot pensar que en tenia cent), sobre una ciutat ja existent. La llegenda atribueix la fundació de Damghan a l'heroi Hushang. Els autors clàssics com Estrabó, Plini el Vell i Claudi Ptolemeu citen a Hekatompilos com la ciutat reial dels parts i donen la distància fins a les Portes Càspies que es pensa que eren el modern congost de Sar-Darrah que travessa el contrafort de l'Elburz anomenat Quh-i Namaq, però això no és segur i, per tant, el lloc d'Hekatompilos no ha estat identificat amb certesa. Se suposava que estava entre Damghan i Xahrud però modernament, després de les exploracions de John Hansman i David Stronach al lloc modernament anomenat Šahr-e Qumis, prop de Kusha, al sud-oest de Damghan en la ruta de Simnan, ara es creu que era aquí on estava Hekatompilos, que hauria estat abandonada a la meitat del segle I aC quan els arsàcides van traslladar la seva capital d'hivern a Ctesifont.
Sota els sassànides, probablement el rei Yazdegerd I (399-421) va ser reconstruïda per servir de lloc de defensa contra els turcs i els hefatlites que amenaçaven pel nord-est del regne.
La ciutat es deia Komish i la regió era el feu de la noble família dels Mihran d'origen part; el spahat (títol més conegut amb la seva forma posterior d'ishpabadh) mihrànida Pahlav fou mort per Ormazd IV (579-590) i al regnat següent Komish fou la residència del spahat de Khorasan, Karen de Nihawand (de la família dels karínides). Hi havia a la ciutat una pira que segons les llegendes perses i de l'inici de l'època islàmica, cremava sempre sense necessitat de combustible, d'on li va venir el nom en persa mitjà d'axvarisn (sense aliment) que en persa modern fou Khurishn i que devia cremar per alguna font volcànica o per infiltració natural de petroli. No obstant al final del període sassànida la capital provincial s'havia traslladat a Damghan, segurament de nova fundació, que sota els àrabs musulmans fou anomenada sovint Madínat Qumis. la vella Komish desaparegué i segurament no va passar mai de ser una posició de frontera sense massa importància.
Al moment de la conquesta àrab el 643, gent de la província de Qumis combatien amb els sassànides a Nihawand i a la defensa de Rayy, però la província mateix no va oferir resistència i es va sotmetre sense lluitar, i va servir de base pels atacs posteriors al Gurgan i la regió de la mar Càspia. Igual que al Djibal i a Rayy, la guarnició àrab fou formada per homes de Kufa establerts a Damghan. En aquest temps la ruta pel nord cap al Khorasan que passava per Qumis, era poc utilitzada perquè la província estava exposada als atacs daylamites i altres muntanyesos, mentre que la ruta més ald (per Fars i Kirman) era més segura. El primer que va emprar regularment la ruta de Qumis al Khorasan fou Qutayba ibn Múslim si bé l'havia ja utilitzat el governador Abd-Al·lah ibn Àmir ibn Quraydh el 652 (segons al-Yaqubí). Entremig els azraquites manats per Abida ibn Hilal al-Yaixkun es va presentar a Damghan el 696 amb les restes de les tropes de Qatarí ibn al-Fujaa que fugien de l'exèrcit omeia. El 744/745 el pretendent alida Abd-Al·lah ibn Muàwiya es va apoderar de Damghan, la província de Qumis i gran part del nord de Pèrsia.
En general en aquest període el Qumis estava vinculat al govern de Dumbawand i en general a la Pèrsia del nord-oest. Així sota Hixam ibn Abd-al-Màlik (724–743) Qumis i Esfahan depenien del govern de Rayy. El 748 fou ocupat per Abu-Múslim. El 754/755 se'n va apoderar per poc temps el rebel anti-abbàssida Sunbadh. Qumis fou separat del govern de Rayy sota els abbàssides vers 780 o 781 (segons al-Tabari).
Al segle ix la província fou afectada per algunes epidèmies de pesta, la més greu el 856/857; el 873 fou temporalment ocupada per l'alida al-Hasan ibn Zayd ibn Muhammad durant la seva guerra expansiva fora del seu nucli del Tabaristan. A partir del segle X la província ja quedava fora del poder del califat i fou objecte de litigi entre aventurers daylamites, els samànides, els buwàyhides i els ziyàrides; la província va canviar sovint de mans com testimonien les monedes generalment encunyades a Damghan. En aquest temps els geògrafs descriuen la província vila per vila i diuen que era un territori fèrtil que exportava fruites especialment les famoses pomes qumisi i bistami, i també tapissos de llana, seda i pell de cabra.
A partir del segle xi el nom de Qumis desapareix. En monedes apareix per darrer cop el 974/975. Posteriorment va seguir la sort del Khorasan.
Modernament formà part administrativament de la governació de Sinnan (Semnan) a l'ustan o província de Mazanderan, i més modernament va formar la província de Semnan amb quatre comtats (Damghan, Garmsar, Semnan i Xahrud) als que després es va afegir Mehdixahr (capital Sangsar). La moderna ciutat de Xahrud, la principal de la regió (junt amb Semnan), que es troba just al sud-oest de Bistam, no existia a l'època medieval.
L'organització de l'heretatge cultural de l'Iran cataloga 470 indrets històrics com ara palaus, forts, castells, caravanserralls, ab anbars i badgirs a la província.
A més a més d'aquests monuments, també s'hi poden trobar nombrosos llocs religiosos i sagrats.

## Universitats
1. Universitat de ciències fonamentals de Damghan
2. Universitat de Semnan
3. Universitat de Xahrud
4. Universitat de ciències mèdiques de Semnan
5. Universitat islàmica lliure de Semnan
6. Universitat islàmica lliure de Xahrud
7. Universitat islàmica lliure de Garmsar
8. Universitat de ciències mèdiques de Xahrud
9. Universitat tècnica de Xahrud